# Görög Mara
Görög Mara (Budapest, 1927. szeptember 19. – Budapest, 2014.) magyar színésznő.

## Életpályája
Az Országos Színészegyesület Színészképző Iskolájában szerzett színészi diplomát 1946-ban. Pályája elején Hámori Aladár színigazgató vándortársulatával lépett fel vidéki városokban (Szentes, Csongrád, Nagykőrös, Karcag, Békéscsaba, Gyula). 1949-től a Miskolci Nemzeti Színház, 1954-től a Fővárosi Operettszínház szerződtette. 1957 és 1960 között a Petőfi Színház és a Jókai Színház színésznője volt. Ezután a Tarka Színpad, 1963-tól a Thália Színház, 1966-tól 1969-ig a Szegedi Nemzeti Színház tagja volt. Készített koreográfiákat is. Házastársa Besztercei Pál Jászai Mari-díjas színész volt. Leányuk Besztercei Zsuzsa is a színészi pályát választotta.

## Fontosabb színházi szerepeiből
- Molière: Tartuffe... Dorina
- Pierre-Augustin Caron de Beaumarchais: Figaro házassága... Zsuzsi
- Iszaak Oszipovics Dunajevszkij: Szabad szél...  Diabolo Pepita
- Eisemann Mihály: Egy csók és más semmi... Robicsekné
- Vörösmarty Mihály: Csongor és Tünde... Ilma
- Mikszáth Kálmán – Semsey Jenő – Benedek András: A szelistyei asszonyok... Vuca, szelistyei asszony
- Szomory Dezső: Györgyike drága gyermek... Ida
- Barabás Tibor – Gádor Béla: Állami áruház... Boriska
- Fejes Endre: Rozsdatemető... Cigánynő
- Fehér Klára: A teremtés koronája... Mária
- Illés Endre: Türelmetlen szeretők... Vera
- Illés Endre – Vas István: Trisztán... Vivien, a Fehérkezű Izolda barátnője
- Sós György: Tékozló fiatalok... Sarkadi Kata
- Tabi László: A pirossapkás lány... Ilona, a pirossapkás lány
- Tabi László – Szigligeti Ede: Párizsi vendég... Babett
- Kálmán Imre: Bajadér... Mariette
- Kálmán Imre: Csárdáskirálynő... Stázi
- Lehár Ferenc: Luxemburg grófja... Juliette
- Huszka Jenő: Mária főhadnagy... Panni
- Jacobi Viktor: Sybill... Sarah, zongoraművésznő
- Siegfried Geyer: Gyertyafénykeringő... Mária
- Jacques Offenbach: A gerolsteini nagyhercegnő... Krisztina udvarhölgy
- Alekszandr Jevdokimovics Kornyejcsuk: Ukrajna sztyeppéin... Katyerina
- Jurij Szergejevics Miljutyin: Havasi kürt... Oleszja
- Abay Pál – Romhányi József – Horváth Jenő: Riói éjszakák a Halló nagyvilág című zenés táncos revüben... Titkárnő
- Sós György: Pettyes... Erzsi, Kálló bácsi unokája
- Major Ottó: Határszélen... Kata
- Méray Tibor – Békeffi István – Kellér Dezső: Palotaszálló... Mici
- Bárány Tamás: A második kakasszó... Levélhordónő

## Koreográfiáiból
- Székely Endre: Aranycsillag (Miskolci Nemzeti Színház)

## Filmek, tv
- Hajnali találkozás
- Hölgyválasz